# Suede
Suede je anglická kapela hrající alternativní rock. Vznikla v Londýně v roce 1989. Její nejznámější sestavu tvořili Brett Anderson (zpěv), Bernard Butler (kytara), Mat Osman (baskytara) a Simon Gilbert (bicí). Jejich debutové album Suede se dostalo na vrcholy hitparád a stalo se nejrychleji se prodávajícím debutovým albem posledních téměř deseti let. Toto album též získalo ocenění Mercury Music Prize a pomohlo definovat Britpop jako hudební žánr. Nicméně další album Dog Man Star (1994) se již od toho žánru mírně vzdálilo. Ačkoliv je často považováno za vrcholné dílo Suede, jeho nahrávání bylo plné problémů. Následoval Butlerův odchod, který byl zapříčiněn konfliktem s Andersonem a rozdílnými názory zbytku kapely na hudbu. V roce 1996, po příchodu Richarda Oakese a Neila Codlinga, vydali Suede album Coming Up, které bylo komerčně velmi úspěšné. V roce 1997 se Anderson stal závislým na cracku a heroinu. Navzdory problémům uvnitř kapely další album Head Music (1999) obsadilo vrcholy hitparád. Reakce fanoušků a kritiků byly smíšené. Páté album A New Morning (2002) bylo komerčním zklamáním a kapela se následující rok rozpadla. V roce 2010 se dali opět dohromady a 18. března 2013 vydali své šesté album Bloodsports.

## Členové
Současní členové
- Brett Anderson – zpěv (1989–2003; 2010–současnost)
- Mat Osman – baskytara (1989–2003; 2010–současnost)
- Simon Gilbert – bicí (1991–2003; 2010–současnost)
- Richard Oakes – sólová kytara, klavír (1994–2003; 2010–současnost)
- Neil Codling – klávesy, rytmická kytara (1996–2001; 2010–současnost)

Dřívější členové
- Justine Frischmann – rytmická kytara (1989–1991)
- Bernard Butler – sólová kytara, klavír (1989–1994)
- Alex Lee – rytmická kytara, klávesy (2001–2003)

## Diskografie
Studiová alba
- Suede (1993)
- Dog Man Star (1994)
- Coming Up (1996)
- Head Music (1999)
- A New Morning (2002)
- Bloodsports (2013)
- Night Thoughts (2016)
- The Blue Hour (2018)
- Autofiction (2022)
- Antidepressants (2025)